# 2008年ウィンブルドン選手権
2008年 ウィンブルドン選手権（2008ねんウィンブルドンせんしゅけん、2008 Wimbledon Championships）は、イギリス・ロンドン郊外にある「オールイングランド・ローンテニス・アンド・クローケー・クラブ」にて、2008年6月23日から7月6日にかけて開催された。

## シニア

### 男子シングルス
ラファエル・ナダル def.  ロジャー・フェデラー, 6–4, 6–4, 6–7(5), 6–7(8), 9–7
- ナダルがフェデラーの大会6連覇を阻止して大会初優勝を果たした。ナダルはこの勝利により、1980年のビョルン・ボルグ（スウェーデン）以来28年ぶりとなる全仏オープン・ウィンブルドン連続優勝を達成した。決勝戦の試合時間は史上最長の「4時間48分」で、5セット総計「62ゲーム」も決勝戦での最多ゲーム数となった。この試合には、雨による試合開始の遅れと2度の中断もあった。

### 女子シングルス
ビーナス・ウィリアムズ def.  セリーナ・ウィリアムズ, 7–5, 6–4
- 2003年以来5年ぶり3度目となる「ウィリアムズ姉妹対決」の決勝が実現し、姉のビーナスが2年連続5度目のウィンブルドン優勝を果たした。

### 男子ダブルス
ダニエル・ネスター /  ネナド・ジモニッチ def.  ヨナス・ビョークマン /  ケビン・ウリエット, 7–6(12), 6–7(3), 6–3, 6–3

### 女子ダブルス
ビーナス・ウィリアムズ /  セリーナ・ウィリアムズ def.  リサ・レイモンド /  サマンサ・ストーサー, 6–2, 6–2
- シングルス決勝に進出したウィリアムズ姉妹は女子ダブルスも制し、この部門で5年ぶりのタイトルを獲得した。

### 混合ダブルス
ボブ・ブライアン /  サマンサ・ストーサー def.  マイク・ブライアン /  カタリナ・スレボトニク, 7–5, 6–4

## ジュニア

### 男子シングルス
グリゴール・ディミトロフ def.  Henri Kontinen, 7–5, 6–3

### 女子シングルス
ローラ・ロブソン def.  ノッパワン・ラトチェワカーン, 6–3, 3–6, 6–1

### 男子ダブルス
謝政鵬 /  楊宗樺 def.  マット・レイド /  バーナード・トミック, 6–4, 2–6, 12–10

### 女子ダブルス
ポロナ・ヘルツォグ /  ジェシカ・ムーア def.  イザベラ・ホランド /  サリー・ピアーズ, 6–3, 1–6, 6–2